# Sean Rodríguez
Sean John Rodríguez (Miami, 26 aprile 1985) è un giocatore di baseball statunitense, interno ed esterno nella Major League Baseball (MLB).

## Carriera

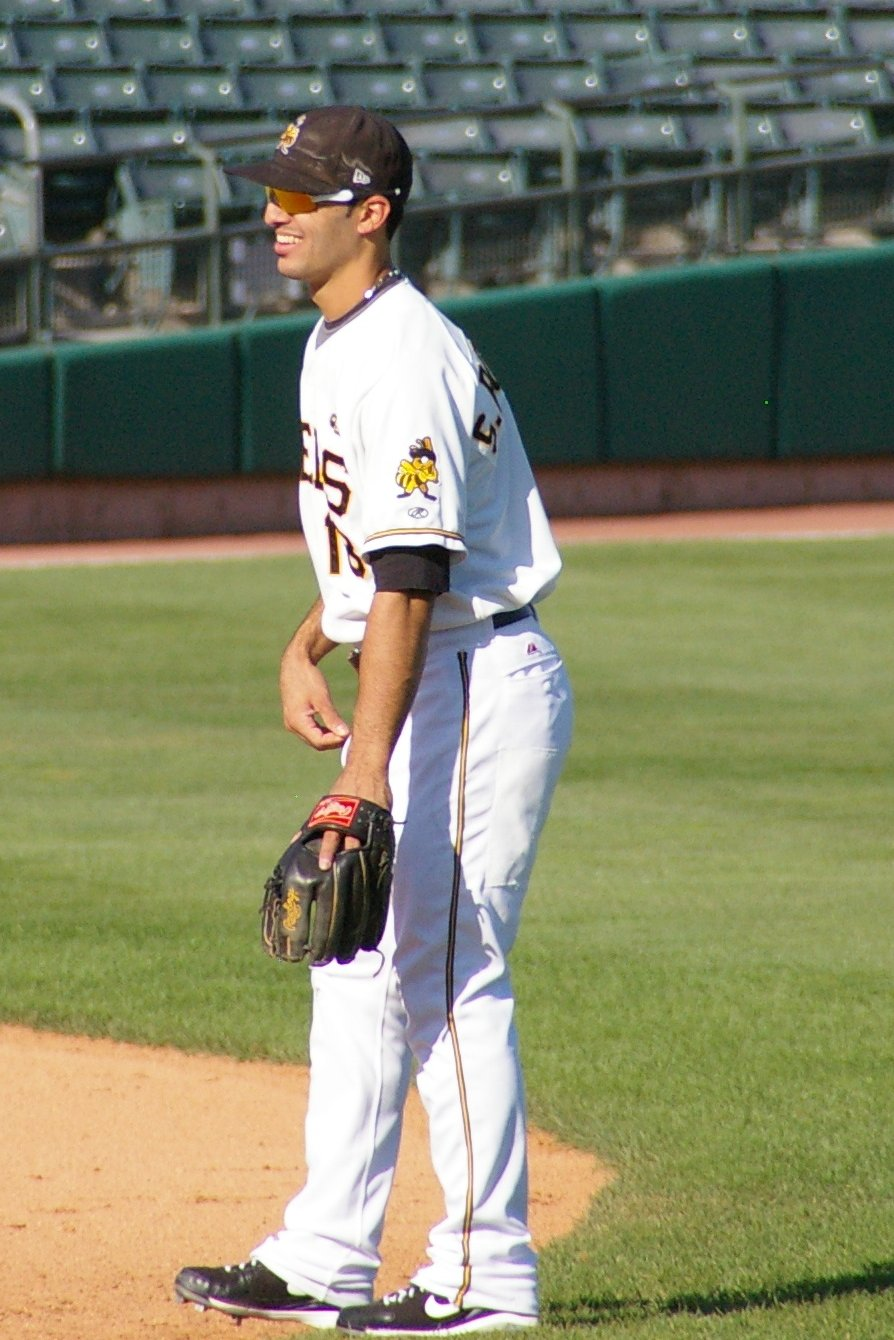
Rodriguez con i Salt Lake Bees (AAA) nel 2009

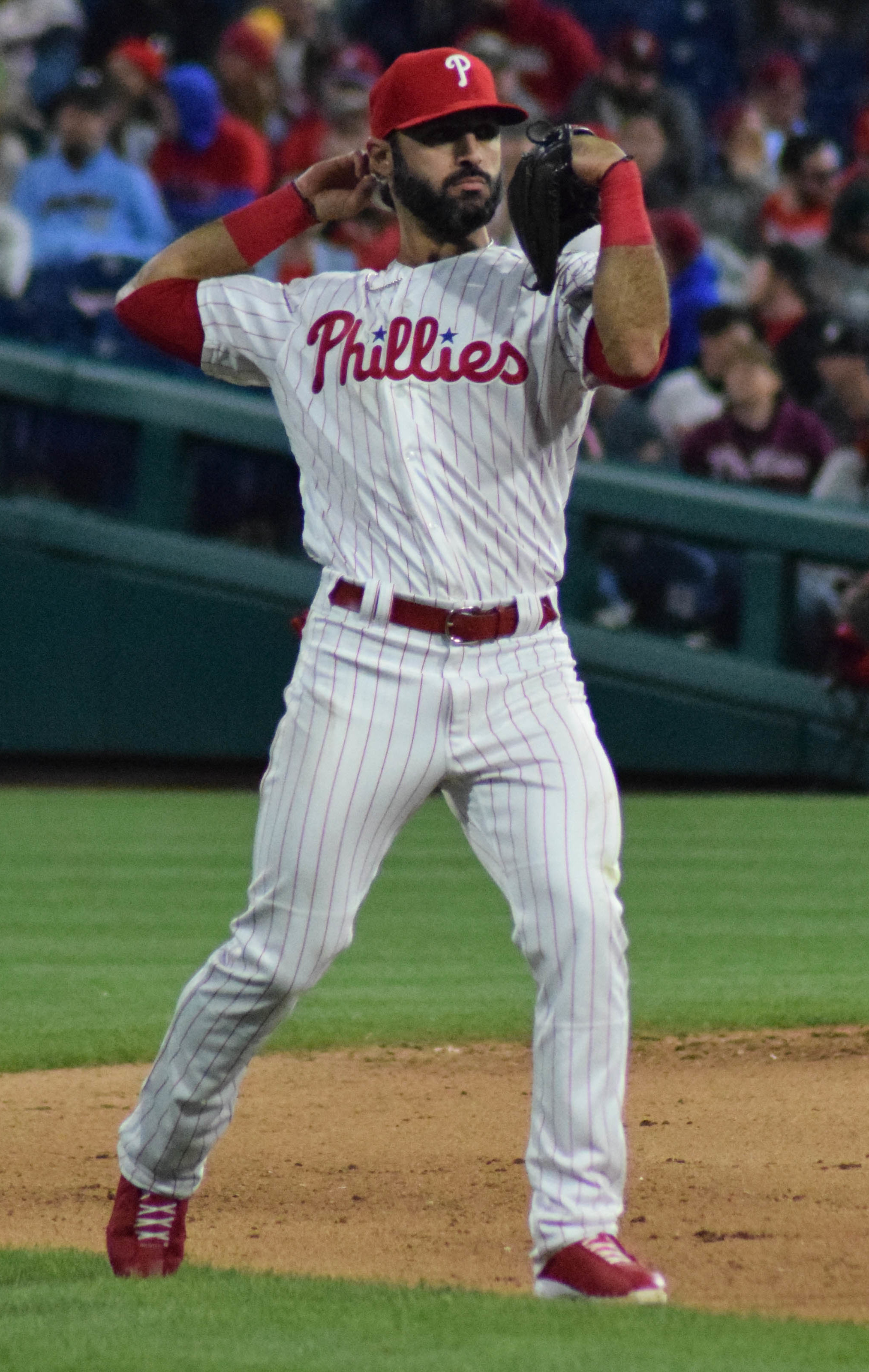
Rodriguez con i Phillies nel 2019

### Inizi e Minor League
Rodríguez è nato a Miami, Florida da genitori cubani. Frequentò la Braddock High School nella città natia e venne selezionato nel 2003, al 3º giro del draft amatoriale della MLB dai Los Angeles Angels of Anaheim come 90ª scelta assoluta. Iniziò a giocare nello stesso anno nella classe Rookie.
Nel 2004 giocò nella classe Rookie e nella classe A, categoria quest'ultima in cui trascorse anche l'intera stagione 2005. Nel 2006 giocò principalmente nella classe A-avanzata, giocando anche nella Doppia-A e alla prima partita nella Tripla-A. Nel 2007 giocò interamente nella Doppia-A.

### Major League
Rodríguez debuttò nella MLB il 19 aprile 2008 al Angel Stadium di Anaheim, contro i Seattle Mariners, battendo la sua prima valida. Concluse la stagione con 59 presenze nella MLB e 66 nella Tripla-A.
Il 1º settembre 2009, gli Angels of Anaheim scambiarono Rodríguez con i Tampa Bay Rays per completare uno scambio avvenuto il 29 agosto 2009, in cui gli Angels ottennero Scott Kazmir in cambio di Alex Torres, il giocatore di minor league Matthew Sweeney. Durante la stagione 2009 disputò solo 12 partite nella MLB, tutte con gli Angels, e giocò in 108 di minor league, tutte nella Tripla-A.
Il 1º dicembre 2014, i Rays scambiarono Rodríguez con i Pittsburgh Pirates per un giocatore da nominare in seguito. Il 12 dicembre venne inviato ai Rays il giocatore di minor league Buddy Borden per concludere lo scambio. Rodríguez divenne free agent a fine stagione 2015, ma rifirmò con i Pirates nel dicembre dello stesso anno.
Nelle stagione 2010, militò esclusivamente nella major league con 118 presenze.
Divenuto free agent a fine stagione 2016, il 30 novembre, firmò con gli Atlanta Braves.
Il 5 agosto 2017, i Braves scambiarono Rodríguez con i Pirates per Connor Joe.
Svincolato dai Pirates il 1º settembre 2018, Rodriguez firmò un contratto l'8 febbraio 2019 con i Philadelphia Phillies, diventando poi free agent a fine stagione.
Il 15 febbraio 2020, Rodríguez firmò un contratto di minor league con i Miami Marlins, diventando poi free agent a fine stagione.

## Palmarès

### Individuale
- Giocatore della settimana: 1

NL: 18 settembre 2016

### MiLB
- (1) Baseball America A+ All-Star (2006)
- (2) Giocatore della settimana della Pacific Coast League "PCL" (14 luglio 2008, 17 agosto 2009)
- (1) Mid-Season All-Star della Texas League "TEX" (2007)
- (1) Post-Season All-Star della TEX (2007)
- (1) Giocatore della settimana della California League "CAL" (18 giugno 2006)
- (1) Mid-Season All-Star della CAL (2006)
- (1) Post-Season All-Star della CAL (2006)
- (1) MVP della Pioneer League "PIO" (2004)
- (1) Post-Season All-Star della PIO (2007)